# Dallas Wings
Els Dallas Wings és un equip de bàsquet nord-americà amb seu a Arlington, Texas. Els Wings juguen a la Conferència Oest a l'Associació Nacional de Bàsquet Femení (WNBA). L'equip és propietat d'un grup liderat pel president Bill Cameron. Greg Bibb és president i conseller delegat. Brad Hilsabeck es va unir al grup propietari de Dallas Wings el març de 2019 amb l'adquisició de l'interès de Mark Yancey en els Wings.
L'equip es va fundar a Auburn Hills, Michigan, abans que comencés la temporada 1998 de la WNBA i es va traslladar a Tulsa, Oklahoma, abans de la temporada 2010; el 20 de juliol de 2015, Cameron va anunciar que la franquícia es traslladaria a Arlington per a la temporada 2016 de la WNBA.
La franquícia ha estat la llar de jugadores com el tiroteig Deanna Nolan, una de les màximes golejadores de bàsquet femení Katie Smith, Cheryl Ford, Skylar Diggins-Smith, Odyssey Sims i el centre australià Liz Cambage.

## Història de franquícies
El xoc de Detroit (1998-2009)
El Shock va ser un dels primers equips d'expansió de la WNBA i va començar a jugar el 1998. El Shock va incorporar ràpidament una barreja de novells i veterans, però només es va classificar per a la postemporada una vegada en els seus primers cinc anys d'existència. The Shock va passar per dos entrenadors (la sala de la famosa Nancy Lieberman i Greg Williams) abans de contractar l'ex llegenda dels Detroit Pistons, Bill Laimbeer. Hi va haver rumors que el Shock plegaria després de la terrible temporada del 2002 de l'equip. Laimbeer va convèncer els propietaris de mantenir l'equip un any més, segur que podia capgirar les coses. El Shock acabaria la temporada següent amb un rècord de 25–9 i va derrotar el bicampió en defensa Los Angeles Sparks a les finals de la WNBA del 2003. Detroit es va convertir en el primer equip de la història de la lliga que va passar del darrer lloc una temporada als campions de la WNBA la temporada següent.
Després d'un parell de temporades perdent a la primera ronda dels playoffs, el Detroit Shock va tornar a l'èxit i apareixeria en tres finals consecutives del 2006 al 2008. Van guanyar el campionat de la WNBA el 2006 contra els Sacramento Monarchs i el 2008 contra els San Antonio Silver Stars, però va perdre contra el Phoenix Mercury el 2007.
The Tulsa Shock (2010-2015)
Tulsa havia estat esmentada com una possible futura ciutat per a l'expansió de la WNBA, però els esforços no es van reunir fins a mitjan 2009. Un comitè organitzador amb empresaris i polítics de Tulsa va començar l'esforç per atreure un equip d'expansió. Originalment, el grup tenia una data límit de l'1 de setembre, però la presidenta de la WNBA, Donna Orender, va ampliar aquest termini fins a l'octubre. El grup inversor va contractar l'ex entrenador principal de la Universitat d'Arkansas, Nolan Richardson, com a director general i entrenador de la franquícia potencial, i el 15 d'octubre de 2009 el grup va fer la seva sol·licitud oficial per unir-se a la lliga.
El 20 d'octubre de 2009, la presidenta de la WNBA, Donna Orender, els principals inversors Bill Cameron i David Box, l'alcaldessa de Tulsa, Kathy Taylor, el governador d'Oklahoma, Brad Henry, i l'entrenador principal, Nolan Richardson, van estar presents en una conferència de premsa anunciant que el Detroit Shock es traslladaria a Tulsa. El 23 de gener de 2010, la franquícia va anunciar que l'equip continuaria sent el Shock, però els colors es van canviar a negre, vermell i daurat.
El 20 de juliol de 2015, el propietari majoritari Bill Cameron va anunciar que traslladaria l'equip a Dallas-Fort Worth.
Dallas Wings (2016-actualitat)
El 23 de juliol de 2015, els propietaris de la Lliga WNBA van aprovar per unanimitat el trasllat de Tulsa Shock al Dallas-Fort Worth Metroplex per jugar al College Park Center de la Universitat de Texas a Arlington. College Park Center també és la seu dels equips de bàsquet i voleibol de l'UT Arlington Mavericks. En una roda de premsa al College Park Center, el 2 de novembre de 2015, es va anunciar que l'equip va passar a anomenar-se Dallas Wings.
Uniformes
Els uniformes es van revelar a la First Annual Wings Draft Party el 14 d'abril de 2016. Els uniformes clars eren principalment de color verd llima, mentre que els uniformes foscos eren predominantment blaus. Com a resultat d'una iniciativa de tota la lliga per a la seva vintena temporada, tots els jocs presentaven enfrontaments uniformes de tots els colors, per la qual cosa no es van donar a conèixer uniformes blancs per a aquesta temporada.

### Antics jugadors

#### El xoc de Detroit
- Jennifer Azzi (1999)
- Carla Boyd (1998–1999, 2001)
- Sandy Brondello (1998–1999), ara l'entrenador principal del Phoenix Mercury i de la selecció d'Austràlia
- Dominique Canty (1999–2002)
- Swin Cash (2002–2007), ara el vicepresident d'Operacions de Basquetbol i Desenvolupament d'equips per als New Orleans Pelicans
- Barbara Farris (2000–2005, 2009)
- Cheryl Ford (2003–2008)
- Tasha Humphrey (2008)
- Shannon Johnson (2007)
- Taj McWilliams-Franklin (2008–2009)
- Astou Ndiaye-Diatta (1999–2003)
- Deanna Nolan (2001–2009)
- Wendy Palmer (1999–2002)
- Elaine Powell (2002–2008)
- Ruth Riley (2003–2006)
- Katie Smith (2005–2009), ara entrenador ajudant del Minnesota Lynx

#### Tulsa Shock
- Kara Braxton (2005–2010)
- Alexis Hornbuckle (2008–2010)
- Temeka Johnson (2012)
- Marion Jones (2010–2011)
- Ivory Latta (2007, 2010–2012)
- Kayla Pedersen (2011–2013)
- Nicole Powell (2013), ara l'entrenador principal del bàsquet femení de la UC Riverside Highlanders
- Sheryl Swoopes (2011)
- Shavonte Zellous (2009–2010)

#### Dallas Wings
- Glory Johnson (2012-2019)
- Skylar Diggins-Smith (2013-2019) ara amb el Phoenix Mercury
- Liz Cambage (2018), ara amb els Las Vegas Aces
- Odyssey Sims (2014–2016), ara membre de l'Atlanta Dream

## Cobertura dels mitjans
Anteriorment, mentre es trobava a Tulsa, alguns jocs de Shock es transmetien a The Cox Channel (COX), que és una estació de televisió local per a determinades zones de l'estat d'Oklahoma. La majoria de les vegades, NBA TV recollirà el feed de l'emissió local, que es mostra a nivell nacional. Els transmissors dels jocs de Shock van ser Mike Wolfe i Shanna Crossley. Després del trasllat de l'equip a Dallas, Fox Sports Southwest emet la majoria dels jocs. Les emissions del 2016 van comptar amb la presentació de l'esportista Ron Thulin i Raegan Pebley, exjugador de la WNBA i actual entrenador de l'equip femení de bàsquet de la Texas Christian University. Tots els jocs (excepte els jocs d'apagada, disponibles a ESPN3.com) es transmeten als canals de jocs de WNBA LiveAccess al lloc web de la lliga. A més, alguns jocs es transmeten a nivell nacional a ESPN, ESPN2 i ABC.